# Bjärsjölagårds landskommun
Bjärsjölagårds landskommun var en tidigare kommun i dåvarande Malmöhus län.

## Administrativ historik
Kommunen bildades som storkommun vid kommunreformen 1952 genom sammanläggning av de tidigare landskommunerna Västerstad, Östraby, Östra Kärrstorp och Öved.
Den upplöstes år 1974 då församlingarna Östra Kärrstorp och Öved lades samman med Sjöbo kommun, medan Västerstad och Östraby fördes till Hörby kommun.
Kommunkod var 1249.

### Kyrklig tillhörighet
I kyrkligt hänseende tillhörde kommunen församlingarna Västerstad, Östraby, Östra Kärrstorp och Öved.

## Geografi
Bjärsjölagårds landskommun omfattade den 1 januari 1952 en areal av 137,37 km², varav 131,55 km² land.

### Tätorter i kommunen 1960
| Tätort        | Folkmängd |
| ------------- | --------- |
| Bjärsjölagård | 380       |
| Östraby       | 260       |

Tätortsgraden i kommunen var den 1 november 1960 15,6 procent.

## Politik

### Mandatfördelning i valen 1950-1970
| 10 | 11 | 10 | 4 |

| 35 |

| 9 |  | 11 | 8 | 6 |

| 31 |

| 8 | 13 | 7 | 7 |

| 31 |

| 8 | 14 | 7 | 6 |

| 32 |

| 8 | 16 | 6 | 5 |

| 33 |

| 9 | 17 | 4 |  | 4 |

| 33 |